# 大枠合意
大枠合意（おおわくごうい、英: agreement in principle）とは、大まかな枠組みについて代表者らが合意することである。合意形成の中でより、大枠であり初期にあるもの。

## 概要
大枠合意とは、主に各国の代表者を介した貿易やその他の外交の交渉における大筋合意よりも前段階の大枠に留まる合意をいう。大枠は関わる全ての人々が乗り込む取り決めの枠組みであるので、その全ての人々に影響する。設計図に喩えられることが多い。大枠の合意、大枠での合意、とも言われる。
大枠の是非について大枠合意の成立前に各国の議会に諮ったり、英国のBrexitの是非を国民投票で事前に問うたように国民に是非を問うのか、あるいは、大枠合意の成立後に国民に説明会を開くのかは、各国の姿勢に依る。大枠を利害関係者である市民の合意によって定めるのは、自由で民主主義的な姿勢である。一方で、大枠を特定の権威ある者が一方的に定めて市民に強制するのは大枠の強制であり権威主義的な姿勢である。
大枠とは絶対的に正しいものではなく、その時々の多層性に鑑みて捉えられるものである。

## 関連文献
- 増井良啓『【特集】国際課税の歴史的な合意――デジタル課税と最低税率をめぐって』、ジュリスト2022年2月号、有斐閣。
- 植田展大、「EUの公開情報にみる日EU・EPA「大枠合意」」調査と情報　2017.11（第63号）、農中総研。
- 外務省、『日EU・EPA交渉の大枠合意に関する説明会（福島県福島市）』 "https://www.mofa.go.jp/mofaj/ecm/ie/page23_002259.html"、平成29年。

## 関連事項
- EPA
- FTA
- brexit
- イニシアティブ